# バレット・バレエ
『バレット・バレエ』は、2000年に公開された塚本晋也監督による日本映画。R15+指定作品。
25の映画祭で上映され、この作品以降、塚本作品はヴェネツィア国際映画祭で続けて上映された。

## あらすじ
拳銃自殺で恋人の桐子を亡くしたCMディレクターの合田は次第に拳銃に憑かれていく。
ある時、泥酔した合田は夜の街で出会った不良集団の少女・千里と出くわし、怪我を負わされたことに因縁をつけるが、その仲間に暴行を受け金を持ってくるよう脅される。合田は、彼らに復讐をするためにモデルガンを改造した手製拳銃を手にクラブに押し入り、千里に銃口を突きつけるが、死のスリルを求める彼女に気圧され、手製拳銃も千里の仲間である後藤や不良集団の後見人である出射を相手にまったく役に立たず、壊れてしまう。
合田はその後も拳銃を探し求め、ついに外国人女性との偽装結婚を条件に拳銃を手に入れる。一方対立する不良集団との抗争を目前とした千里は「今夜死ぬ」という内容のFAXを合田に送りつけ、その夜、二つの不良集団と合田が入り乱れる乱戦が発生する。辛くも敵対する不良達を仲間とともに退けた後藤は、千里を助けるため敵のリーダーを撃った合田から拳銃を奪う。
その後、後藤はかねてより恨みがあったボクサーを射殺する。しかし、ボクサーは引退した大物やくざ・工藤の孫であり、工藤は自ら銃を取り、千里の仲間をひとりひとり狩っていく。合田は千里の要請のもと、工藤との戦いに挑んでいく。

## キャスト
- 合田 - 塚本晋也
- 千里 - 真野きりな
- 後藤 - 村瀬貴洋
- 出射 - 中村達也
- 工藤 - 井川比佐志
- 桐子 - 鈴木京香
- 組長 - 金守珍
- 警官 - 田口トモロヲ
- 遠藤 - 井筒和幸

## スタッフ
- 監督、脚本、撮影、美術、編集、照明、プロデューサー - 塚本晋也
- 特殊効果 -鳴海聡、船橋誠
- 特殊メイク - 織田尚
- メイクアップエフェクト - 原口智生
- 音楽 - 石川忠
- 美術 - 山本学、細野太郎、木村亜希子、堀内智恵、江原真美
- 録音 - 柿沼紀彦
- 助監督 - 川原伸一 、 大谷清英 、 小出健 、 黒木久勝
- 特殊造形 - 高濱幹